# Asclepias incarnata
El algodoncillo de México o soldadillo de Méjico (Asclepias incarnata) es una especie de la familia de las apocináceas.

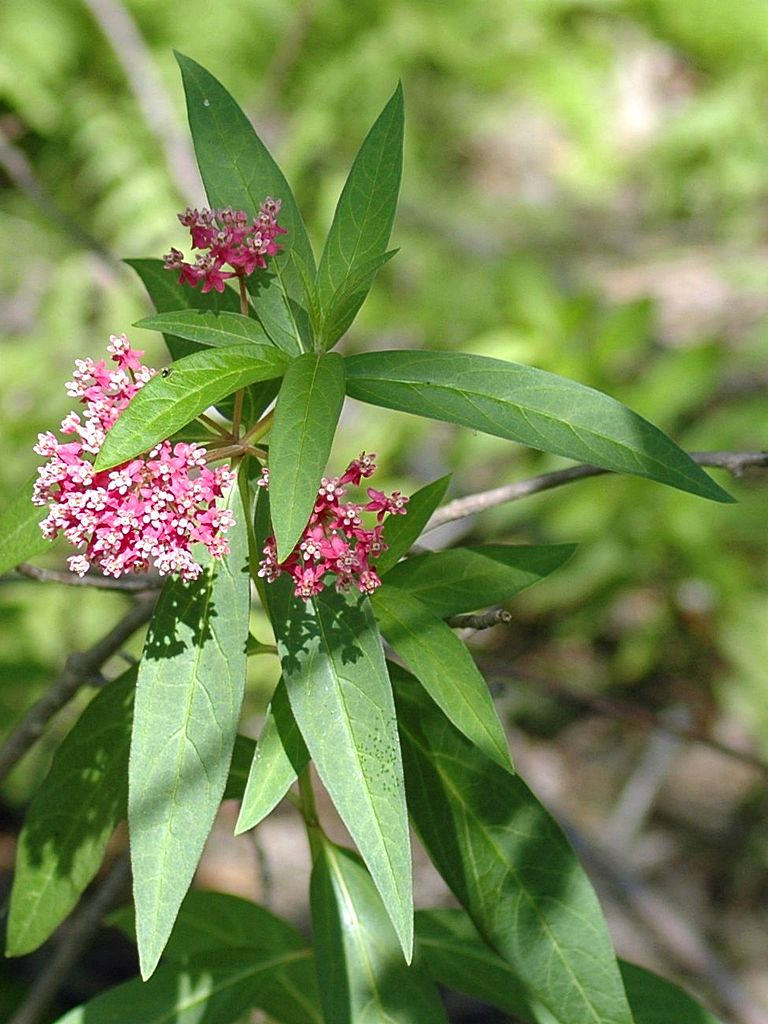
Inflorescencia

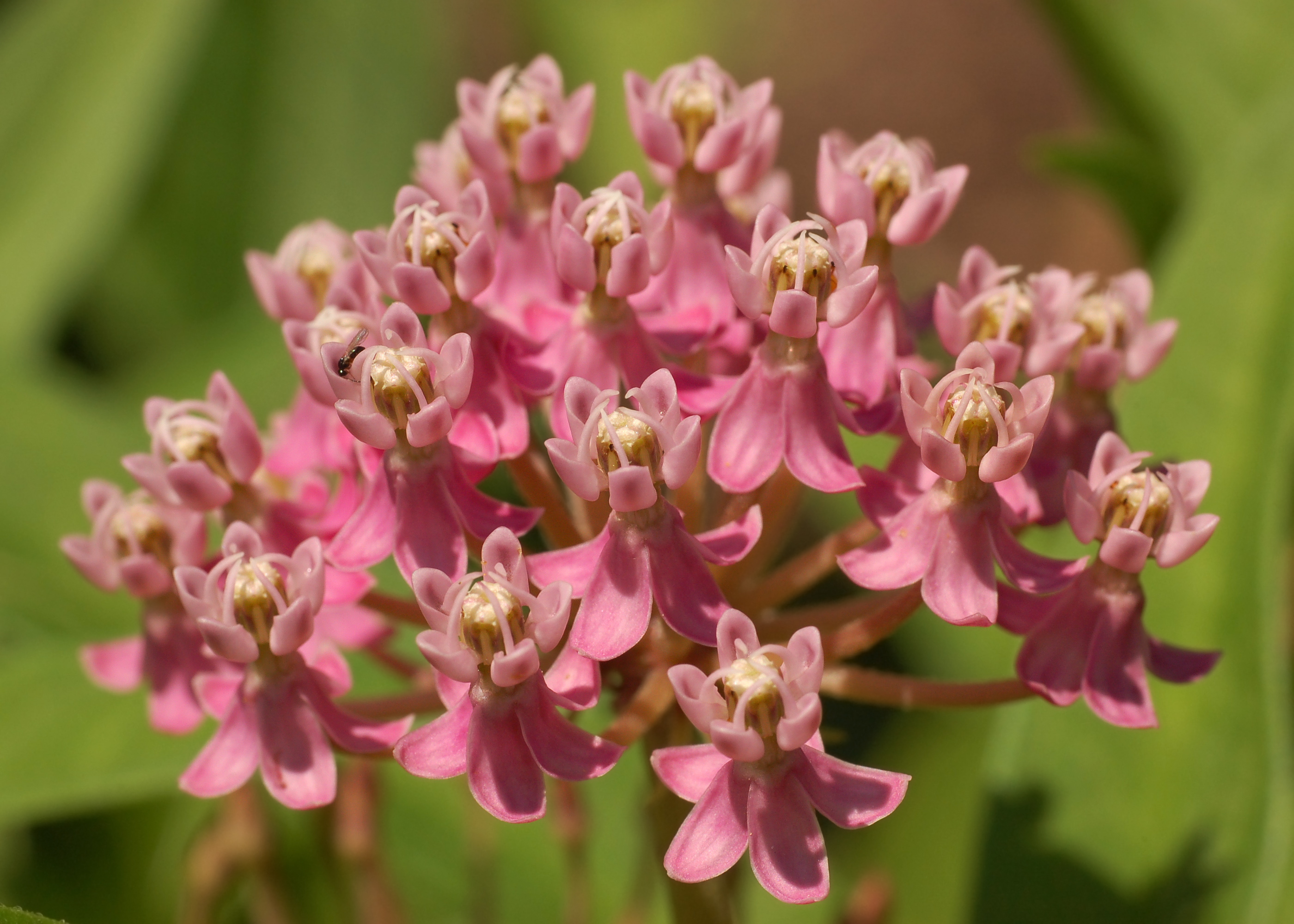
Flores

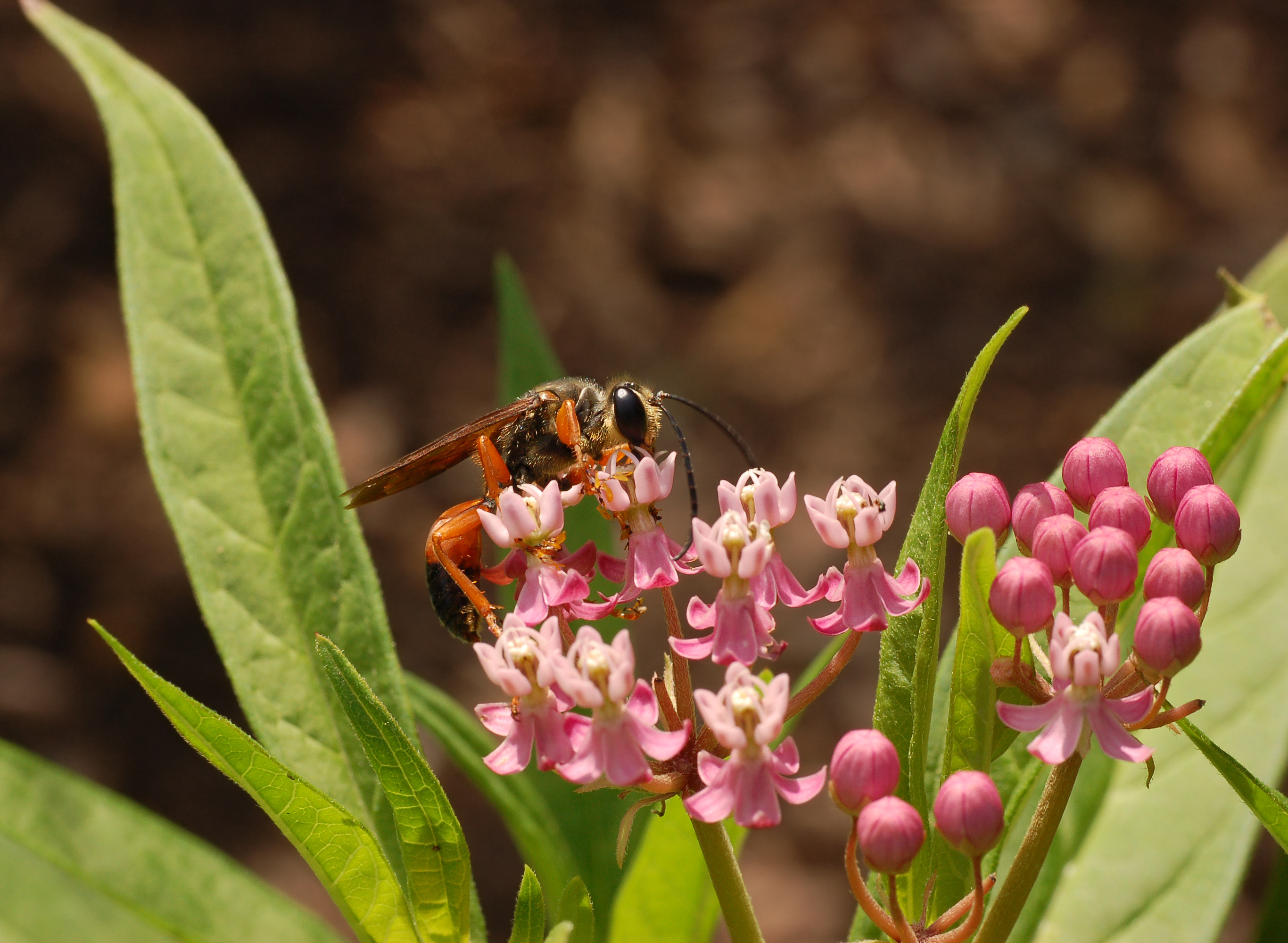
Flores con una Sphex ichneumoneus tomando el néctar

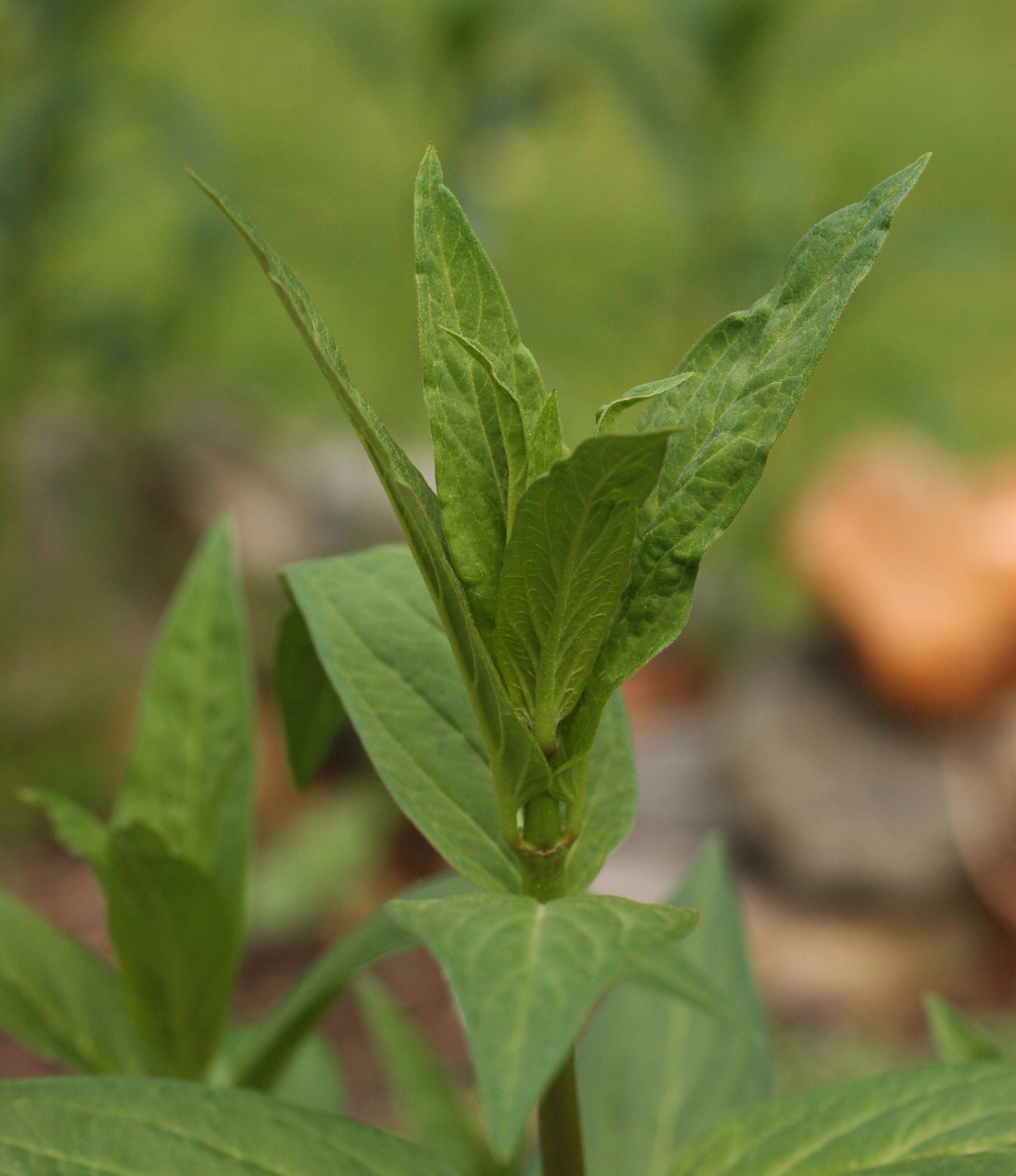
Hojas brotando del tallo

## Descripción
Es una planta herbácea nativa de América del Norte erecta, que alcanza los 100 a 150 centímetros de altura, con gruesas y carnosas raíces de color blanco. Los tallos son ramificados y forman un macizo de plantas, surgen a finales de primavera después de que la mayoría de otras plantas han empezado a crecer. Las hojas son opuestas de 7 a 15 centímetros de largo y estrechas en forma de lanza.  Florece de comienzos a mediados de verano, con la producción de pequeñas y fragantes flores de color rosa a malva (a veces blanco) en redondeadas umbelas. Las flores tienen cinco pétalos y una corona central recogida.  Después de florecer, crecen las vainas verdes, de alrededor de 12 centímetros de largo, largas y relativamente delgadas y redondeadas que crecen erectas. Las vainas se abren cuando están maduras, desde finales del verano a finales del otoño liberando las semillas aplanadas de color blanquecino a marrón oscuro con pelos sedosos y blancos que hacen que sean fácilmente arrastradas por el viento.

## Hábitat
Se encuentra en lugares con suelos húmedos y se cultiva también como una planta de jardín por sus atractivas flores que son apreciadas por las mariposas. Al igual que la mayoría de las demás Asclepias tiene la savia con productos químicos tóxicos, utilizado para repeler los insectos y los animales herbívoros.
Prefiere suelos húmedos con pleno sol o con sombra parcial, normalmente crece silvestre cerca de los bordes de estanques, lagos, arroyos y zonas bajas a lo largo de zanjas o. Es uno de los mejores alimentos de la Mariposa monarca que deposita sus huevos en las plantas donde las orugas se alimentan de las hojas. Sus raíces se han especializado para vivir en suelos húmedos pesados, espesos en ambientes bajos en oxígeno.

## Usos
Esta especie se cultiva sobre todo en los jardines para atraer mariposas. El color de la flor puede variar de tonos más oscuros de morado a púrpura rosado suave, también existen flores de color blanco. Un gran número de cultivares se encuentran disponibles y las plantas se utilizan para exhibir las flores frescas cortadas de larga duración, a veces, también se usan las vainas.
En la medicina tradicional se ha usado como estomacal, emético, diurético, purgante, sudorífico y vermífugo.

## Taxonomía
Asclepias incarnata fue descrita por  Carlos Linneo  y publicado en Species Plantarum 1: 215. 1753.
Etimología
Asclepias: nombre genérico que Carlos Linneo nombró en honor de Esculapio (dios griego de la medicina), por las muchas aplicaciones medicinales que tiene la planta.
incarnata: epíteto latino que significa "de color rosa carne".
Sinonimia
- Acerates incarnata Decne.
- Asclepias albiflora Raf.
- Asclepias amoena Brongn.
- Asclepias incarnata f. albiflora (Raf.) A.Heller
- Asclepias incarnata f. candida Fernald
- Asclepias incarnata var. glabra Eaton & Wright
- Asclepias incarnata var. longifolia A. Gray
- Asclepias incarnata f. rosea B.Boivin
- Asclepias maritima Raf. ex Decne.
- Asclepias verecunda Salisb.[9]